# 雪雪雪 雪糕君
《雪雪雪 雪糕君》（日语：iiiあいすくりん），日本原創日本電視動畫，由2021年4月6日起逢星期二在東京電視台系列兒童節目《幼兒電視》（きんだーてれび）內播映。每集片長2分40秒。

## 外部連結
- 官方網站（日語）